# Reptile Youth
Reptile Youth ist eine aus Aarhus, Dänemark stammende Band, die 2009 von Mads Damsgaard Kristiansen und Esben Valløe gegründet wurde und zunächst als „Reptile & Retard“ auftrat.

## Geschichte
Reptile Youth gelten als ausgezeichnete Live-Band, die sich durch ihre exzessiven Auftritte schnell einen entsprechenden Ruf als „nächstes großes Ding“ aufbauen konnte. Ihrem Selbstverständnis nach sieht sich die Band als „ein Aufstand, ein Traum, eine dadaistische Fick-Dich-Bewegung des 21. Jahrhunderts“.
Während die Gruppe in Europa noch als Geheimtipp gehandelt wird, erlangte sie bereits größere Popularität in China, was den Dänen Schlagzeilen wie „Big in China“ und „Dänische Kulturrevolution“ einbrachte.
2011 begann gemeinsam mit The-Cure-Produzent David M. Allen die Arbeit am ersten Studioalbum, das im Sommer 2012 beim Hamburger Label hfn music erschien. Die Rezensionen schwankten zwischen Lob und der Ernüchterung darüber, dass das viel zitierte körperliche Live-Erlebnis per se nicht im Studio hergestellt werden kann.

## Stil
In ihrer Musik bedient sich das Duo Stilmittel verschiedenster Musikrichtungen wie Indie, Pop, Rock, Punk oder Elektro und kreieren so einen innovativen Sound: „Von Electrobeats über Punk/Rock-Gitarrenschrammeln bis zu Psychedelic Sixties Soul“.

## Diskografie

### Alben
- Reptile Youth (hfn music, 2012)
- Rivers That Run for a Sea That Is Gone (10. März 2014)

### Singles
- Speeddance
- Black Swan Born White
- Be My Yoko Ono
- JJ

## Musikvideos
- Black Swan Born White (Regie: David Richardson)
- Black Swan Born White (S.C.U.M. Remix) (Regie: Marie Kristiansen)
- Dead End (Regie: Rei Nadal)
- Shooting Up Sunshine (Regie:Jonathan Leder)
- Speeddance (Regie: Rasmus Weng Karlsen)
- JJ (Regie: Rasmus Weng Karlsen)
- Above (Regie: Lasse Martinussen)